# Alabama State Route 10
Die Alabama State Route 10 (kurz AL 10) ist eine in Ost-West-Richtung verlaufende State Route im US-Bundesstaat Alabama.

## Verlauf
Die State Route beginnt an der Grenze zu Mississippi östlich von Yantley, wo sie als Mississippi State Route 19 bezeichnet wird, und endet nahe Shorterville an der Grenze zu Georgia, wo er zur Georgia State Route 37 wird. Zwischen Brundidge und Troy teilt sich die Straße die Strecke mit dem U.S. Highway 231. Von Troy bis Luverne nutzt auch der U.S. Highway 29 die Strecke und von dort bis Rutledge der U.S. Highway 331. Auf den 232 Meilen der Straße führt sie zum Teil durch den Black Belt und trifft bei Greenville auf die Interstate 65.